# Flore des serres et des jardins de l’Europe

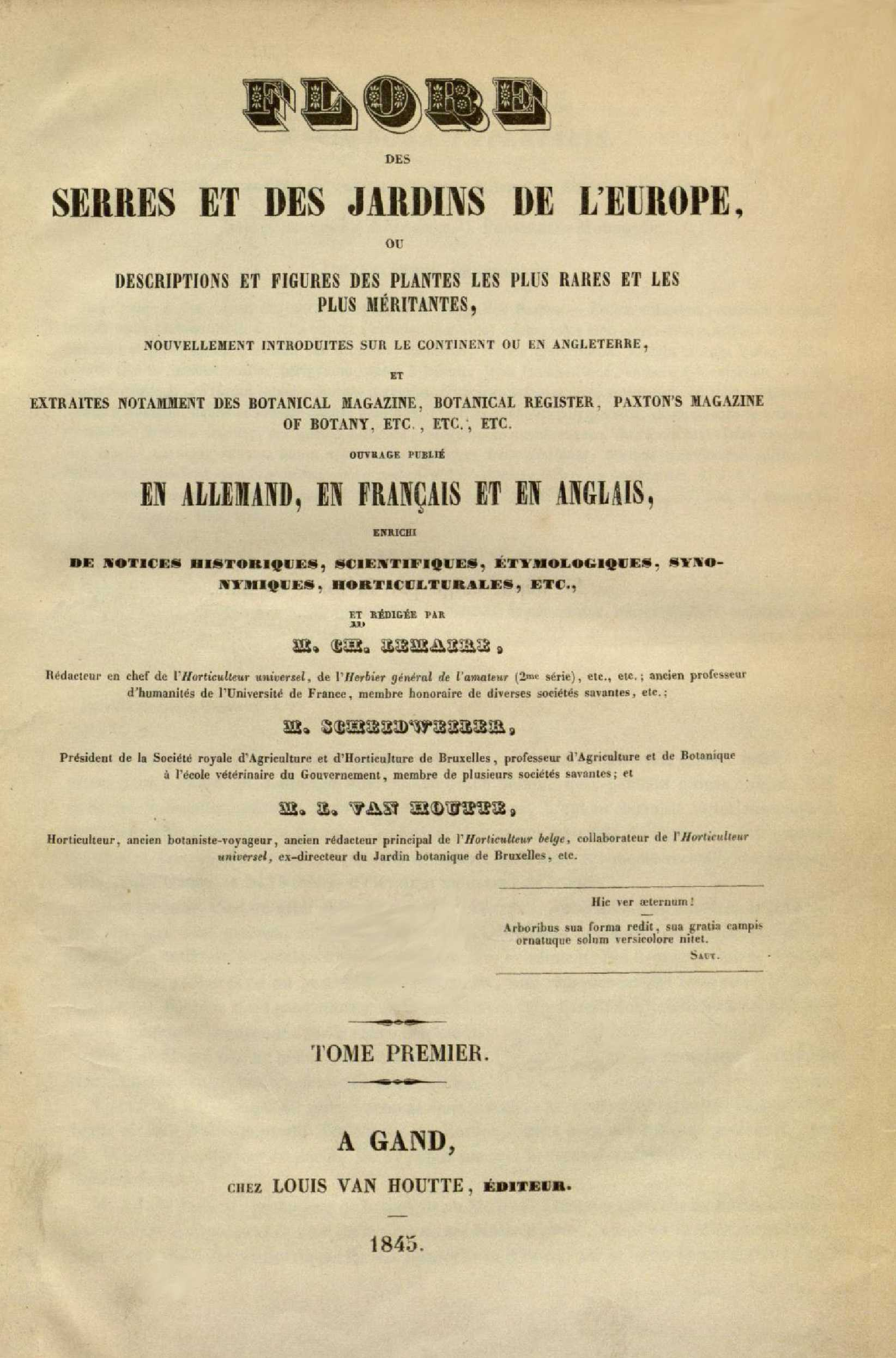
Titelblatt der Erstausgabe der Flore des Serres et des Jardins de l’Europe, 1845

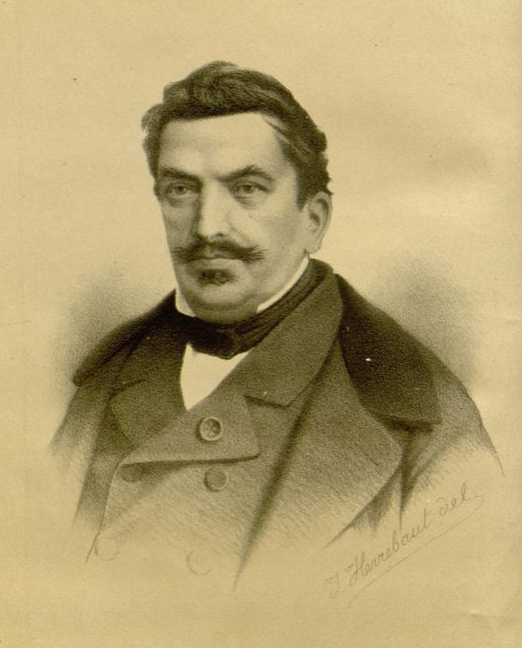
Louis van Houtte, Gründer und Herausgeber der Zeitschrift

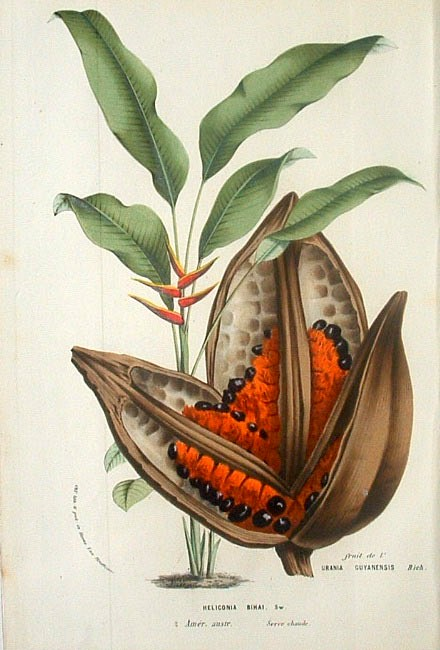
Illustration einer Heliconia bihai und einer Urania guyanensis

Flore des serres et des jardins de l’Europe („Flora der Gewächshäuser und Gärten Europas“) ist eine von April 1845 bis Juni 1883 in 23 Bänden erschienene botanische Zeitschrift.

## Geschichte
Die Zeitschrift wurde 1844 von Louis van Houtte, einem Gärtner und Baumschulbesitzer aus Gentbrugge (heute zu Gent), gegründet. Die erste Ausgabe erschien im April 1845. Die Zeitschrift erschien zunächst monatlich. Da die fachliche Redaktion aber mit enormer Arbeit verbunden war, fehlte es van Houtte, dessen Gärtnerei und Baumschule stark wuchs, an der notwendigen Zeit, weshalb die Zeitschrift ab 1850 in unregelmäßigeren Abständen und mit unterschiedlicher Anzahl von Ausgaben pro Jahrgang erschien. In einzelnen Jahren erschien die Zeitschrift gar nicht; zwischen 1845 und 1883 erschienen insgesamt 23 Jahrgänge.
Der erste Jahrgang der Zeitschrift erschien in den drei Sprachen Französisch, Englisch und Deutsch, ab dem zweiten Jahrgang wurde die Zeitschrift nur noch in Französisch herausgegeben. Die Flore des serres et des Jardins de l’Europe war trotz des hohen Abonnementspreises sehr beliebt und erreichte schon im zweiten Jahr eine Auflage von 1.000 Stück.
In der Zeitschrift wurden vor allem neu nach Europa eingeführte Zierpflanzen, Neuzüchtungen und botanische Kuriositäten vorgestellt. Die meisten der vorgestellten Pflanzen bot van Houtte in seiner Gärtnerei zum Verkauf an, so dass die Zeitschrift gleichzeitig eine Werbung für van Houttes Gärtnerei war und die Funktion eines Kataloges hatte, der die mehrmals jährlich herausgegebenen Preisverzeichnisse der Gärtnerei ergänzte.
Ab 1854 gab Ambroise Verschaffelt, der ebenfalls eine große Gärtnerei und Baumschule in Gentbrugge besaß und damit ein direkter Konkurrent von van Houtte war, die Zeitschrift L’illustration horticole heraus. Der Untertitel dieser Zeitschrift lautete Revue mensuelle des Serres & des Jardins, womit Verschaffelt deutlich van Houttes erfolgreicher Zeitschrift nacheiferte. Van Houttes enge Mitarbeiter, der Redakteur Charles Lemaire sowie die Lithographen Louis-Constantin Stroobant und Pieter Pannemaeker, wechselten schließlich zu Verschaffelt.

## Redaktion
Van Houtte blieb bis zu seinem Tod im Jahr 1876 der verantwortliche Herausgeber. Weitere Redakteure der Zeitschrift waren zunächst Michael Scheidweiler (1799–1861), der auch an van Houttes Lehranstalt für Gärtner unterrichtete, sowie der Botaniker Charles Lemaire, der zuvor die botanischen Zeitschriften Jardin Fleuriste und L’Horticulteur universel herausgegeben hatte. Nach Lemaires Fortgang übernahm zunächst Jules Émile Planchon seine Stelle in der Redaktion. Als dieser 1854 zurücktrat, berief van Houtte Joseph Decaisne in die Redaktion, der diese Stelle aber ebenfalls nur kurz innehatte.
Im Laufe der Zeit gelang es van Houtte, zahlreiche bekannte Botaniker für die Redaktion der Zeitschrift zu gewinnen, darunter Carl Ludwig Blume, Adolphe Brongniart, Alphonse Pyrame de Candolle, Friedrich Ernst Ludwig von Fischer, Heinrich Göppert, Adrien de Jussieu, Friedrich Anton Wilhelm Miquel, Achille Richard, August de St. Hilaire und Willem Hendrik de Vriese.

## Illustrationen
Neben dem hohen wissenschaftlichen Anspruch der veröffentlichten Pflanzenbeschreibungen begründeten vor allem die kolorierten botanischen Abbildungen den herausragenden internationalen Ruf der Zeitschrift. Bei den Abbildungen handelte es sich um handkolorierte Lithographien. Auf dem Gelände seiner Baumschule hatte van Houtte eigens ein Ateliergebäude errichten lassen. Er beschäftigte für die Erstellung der Abbildungen zeitweise bis zu 100 Angestellte, neben botanischen Zeichnern auch Lithographen, Holzschneider, Steindrucker, Koloristen und Drucker. Vor allem der Lithograph Louis-Constantin Stroobant (1814–1872), ein Bruder des Lithographen und Kunstmalers François Stroobant, war in den ersten zehn Jahren einer von van Houttes wichtigsten botanischen Illustratoren. Außerdem beschäftigte er die Lithographen Pieter Pannemaeker und Guillaume Severeyns. Pannemaeker wurde 1886 für seinen Beitrag für die Pflanzenkunde, den er durch seine kunstvollen botanischen Lithographien geleistet hatte, mit dem französischen Verdienstorden Ordre du Mérite agricole ausgezeichnet.
Insgesamt wurden in den 23 Jahrgängen der Zeitschrift mehr als 2.000 kolorierte botanische Illustrationen veröffentlicht.

## Digitalisate
- Scans des Münchener Digitalisierungszentrums (MDZ).
- Scans in der Biodiversity Heritage Library.